# Østervold (Dannevirke)
 Denne artikel omhandler en vold af Dannevirket. Opslagsordet har også en anden betydning, se Østervold.
Østervold ved den tyske by Egernførde er en del af Dannevirke. Formålet med den cirka 3,3 kilometer lange jordvold var beskyttelse af halvøen Svans i vikingetiden. Desuden sikrede volden, at sydfra kommende tropper ikke kunne gå uden om hovedvolden ved at sætte over Slien.
Volden er konstrueret på samme måde som Hovedvolden (også Thyras virke) og Nordvolden ved Slesvig by. Den bestod af en op til 4 meter høj jordvold med lav forvold, træpalisader og foranliggende voldgrav. Byggearbejder på volden blev afsluttet omkring 737. Østervolden regnes dermed sammen med hovedvolden for de ældste dele i Dannevirke. Geografisk strakte volden sig fra Vindeby Nor (som udløber af Egernførde Fjord) ved Borreby via landsbyen Kokkentorp (tysk Kochendorf) til lidt nord for Mølskov (Möhlhorst) og Dyrvad (Dürwade) ved Østerbækken , som munder ud i Slien. Østervolden stod måske i forbindelse med Egernborgen og tidligere havneanlæg i Vindeby Nor . Der var også mindre voldanlæg lidt nord for Østervolden ved Snap og Christianshøj. Efter at Østervolden blev opført er der formodentlig aldrig senere sket udbygninger af volden. Resterne af volden kan bl.a. ses mellem Kokkentorp og Østerbækken øst for Gøteby.

## Billeder
- Rester af Østervolden på Hohlweg, Kokkentorp.
- Østerolden mellem Kokkentorp og Gøteby.
- Østervolden i et skovareal ved Dyrvad.